# Afrocandezea annikae
Afrocandezea annikae is een keversoort uit de familie bladkevers (Chrysomelidae). De wetenschappelijke naam van de soort werd in 2007 gepubliceerd door Scherz & Wagner.